# László Almásy (Politiker)

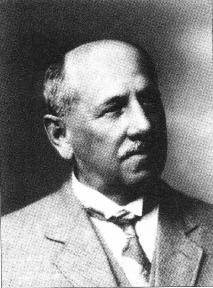
László Almásy, 1929

László Almásy von Zsadány und Törökszentmiklós (* 27. Juli 1869 in Jászberény, Komitat Jász-Nagykun-Szolnok; † 12. März 1936 in Budapest) war ein ungarischer Politiker und Präsident des Abgeordnetenhauses.

## Leben
Almásy studierte Jura in Budapest und legte 1892 die Advokatenprüfung ab. Im Folgejahr wurde er Notar des Gerichts in Szolnok und war ab 1894 Staatsanwalt in Jászberény. 1897 wurde er dort zum Bürgermeister gewählt, nahm jedoch die Wahl nicht an. Von 1910 bis 1918 war er als Mitglied der Partei der Arbeit Reichstagsabgeordneter für den Wahlbezirk Szentendre. Ab 1922 bis zu seinem Tode war er Abgeordneter der Nationalversammlung (ab 1927 des Abgeordnetenhauses) der Partei der Einheit (Egységes Párt) für den Wahlbezirk Pomáz. Von 1927 bis 1929 war er Präsident der Partei der Einheit, und danach bis 1935 als Nachfolger von Tibor Zsitvay Präsident des Abgeordnetenhauses.